# Raymond Rajaonarivelo
Pour les articles homonymes, voir Raymond Rajaonarivelo (homonymie) et Rajaonarivelo.
Raymond Rajaonarivelo est un réalisateur malgache, né en 1949 à Tananarive, Madagascar.

## Biographie
Né en 1949 à Antananarivo, Raymond Rajaonarivelo a passé son baccalauréat dans la même ville avant de rejoindre la France où il réside encore jusqu’à aujourd’hui. Il a fait des études cinématographiques à Montpellier puis à Paris où il intègre l’Université Paris-VIII.

## Débuts dans le cinéma
Il a fait ses débuts dans le cinéma en assistant le réalisateur Rochant, Ferrero et Barbousa. Il réalise Izaho lokanga, ianao valiha, son premier court-métrage inspiré par le poète Dox en 1974.
Avec Tabataba, sorti en 1988, c'est la première fois qu'un film malgache est présenté au Festival de Cannes, il obtient le prix du public. Le film, une fiction, raconte un village au moment de l'insurrection malgache de 1947.
En 2005, il co-réalise avec Cesar Paes le documentaire Mahaleo, sur le groupe musical malgache du même nom, Mahaleo, formé au moment d'événements politiques survenus en 1972.

## Filmographie
Courts métrages
- 1974 : Izaho lokanga, ianao valiha
- 1980 : Babay sa lohovohitra
- 1994 : Le jardin des corps

Longs métrages
- 1988 : Tabataba (Rumeur), sélectionné à la Quinzaine des réalisateurs au Festival de Cannes
- 1996 : Quand les étoiles rencontrent la mer
- 2005 : Mahaleo, co-réalisé avec Marie-Clémence Paes et Cesar Paes